# Gibibyte
Een gibibyte (afgekort GiB) is een eenheid van informatie voor computeropslag. Een gibibyte staat gelijk aan:
230 of 10243 = 1.073.741.824 bytes.
Het SI-prefix dat gerelateerd is aan een gibibyte is giga- wat het uitgangspunt is van een gigabyte. Een gibibyte is ongeveer 7,3% groter dan een gigabyte of 1.000.000.000 bytes. De groottes van hardeschijven worden doorgaans uitgedrukt in gigabyte, terwijl bestandsgroottes in bijvoorbeeld het besturingssysteem Windows worden uitgedrukt in gibibyte (met de 'verkeerde' afkorting GB).
In het besturingssysteem Windows en in de dagelijkse taal wordt de term gigabyte gebruikt wanneer men gibibyte bedoelt.
Andere eenheden of benamingen: bit · nibble/tetrade · byte/octet · phit · qubit · qutrit · trit